# KBOリーグ
KBOリーグ（ケービーオーリーグ、韓: KBO 리그、英: KBO League）は、1982年に発足した大韓民国のプロ野球リーグである。運営は、韓国野球委員会（韓: 한국야구위원회、英: Korean Baseball Organization）。2014年までは単に「プロ野球（プロヤグ、프로야구）」と呼ばれていたが、2015年以降現在のリーグ名称となった。野球競技ではMLB、NPBに次ぐ3番目の観客動員数を誇るスポーツリーグである。2017年にはシーズン840万人の観客動員を記録。KBOに加盟する人口100万人を超える大都市をホームタウンとする各球団が参加する。日本では、韓国プロ野球とも称される。
世界における野球のトッププロリーグの一つであり、世界野球ソフトボール連盟（WBSC）からはMLB、NPB、CPBL、LMB、ABLとともにKBOが準会員に認められている。1982年に6球団で発足し、1991年より長らく8球団制を維持してきたが、2013年にNCダイノス（昌原市）、2015年にKTウィズ（水原市）が新規参入し、現在は1リーグ10球団制で運営されている。
2018年に新韓銀行がタイトルスポンサーを結んだことにより、2024年から「新韓SOL Bank KBOリーグ」（韓: 신한 SOL Bank KBO 리그）の名称を用いている（後述）。

## 構成球団

### 参加球団
| 球団名                               | ハングル      | ホームタウン   | 本拠地球場                       | 収容人員 | 親会社                                 | 創設年度 |
| ------------------------------------ | ------------- | -------------- | -------------------------------- | -------- | -------------------------------------- | -------- |
| 斗山ベアーズ (Doosan Bears)          | 두산 베어스   | ソウル特別市   | 蚕室野球場                       | 25,553   | 斗山 （英: Doosan）                    | 1982年   |
| LGツインズ (LG Twins)                | LG 트윈스     | ソウル特別市   | 蚕室野球場                       | 25,553   | LGグループ （英: LG corporation）      | 1982年   |
| キウム・ヒーローズ (Kiwoom Heroes)   | 키움 히어로즈 | ソウル特別市   | 高尺スカイドーム                 | 16,813   | キウム証券 （英: KIWOOM Securities）   | 2008年   |
| SSGランダース (SSG Landers)          | SSG 랜더스    | 仁川広域市     | 仁川SSGランダースフィールド      | 26,000   | 新世界グループ （英: Shinsegae Group） | 2000年   |
| KTウィズ (kt wiz)                    | kt 위즈       | 京畿道水原市   | 水原KTウィズパーク               | 22,800   | KT （英: KT）                          | 2013年   |
| ハンファ・イーグルス (Hanwha Eagles) | 한화 이글스   | 大田広域市     | 大田ハンファ生命ボールパーク     | 20,000   | ハンファグループ （英: Hanwha Group）  | 1985年   |
| 起亜タイガース (Kia Tigers)          | KIA 타이거즈  | 光州広域市     | 光州KIAチャンピオンズフィールド  | 27,000   | 起亜自動車 （英: KIA Corporation）     | 1982年   |
| サムスン・ライオンズ (Samsung Lions) | 삼성 라이온즈 | 大邱広域市     | 大邱サムスン・ライオンズ・パーク | 24,000   | サムスングループ （英: Samsung Group） | 1982年   |
| NCダイノス (NC Dinos)                | NC 다이노스   | 慶尚南道昌原市 | 昌原NCパーク                     | 22,011   | NCSOFT （英: NCsoft）                  | 2011年   |
| ロッテ・ジャイアンツ (Lotte Giants)  | 롯데 자이언츠 | 釜山広域市     | 社稷野球場                       | 26,800   | ロッテグループ （英: LOTTE Group）     | 1982年   |
| 以下フューチャーズリーグのみ参加     |               |                |                                  |          |                                        |          |
| 尚武フェニックス (Sangmu Phoenix)    | 상무 피닉스   | 慶尚北道聞慶市 | 聞慶尚武野球場                   |          | 韓国国軍                               | 1953年   |

1. ↑  フューチャーズリーグ（2軍）でのチーム名：高陽ヒーローズ
2. ↑  フューチャーズリーグ（2軍）でのチーム名：昌原ダイノス
3. ↑  兵役により軍隊に派遣されている選手による「韓国国軍体育部隊」の野球部

### 本拠地球場
| 斗山ベアーズ LGツインズ | ハンファ・イーグルス         | KIAタイガース                    | KTウィズ                    | ロッテ・ジャイアンツ |
| ----------------------- | ---------------------------- | -------------------------------- | --------------------------- | -------------------- |
| 蚕室総合運動場野球場    | 大田ハンファ生命ボールパーク | 光州KIAチャンピオンズフィールド  | 水原KTウィズパーク          | 社稷野球場           |
| 収容人数： 25,553       | 収容人数： 20,000            | 収容人数： 27,000                | 収容人数： 20,000           | 収容人数： 26,800    |
|                         |                              |                                  |                             |                      |
| NCダイノス              | キウム・ヒーローズ           | サムスン・ライオンズ             | SSGランダース               |                      |
| 昌原NCパーク            | 高尺スカイドーム             | 大邱サムスン・ライオンズ・パーク | 仁川SSGランダースフィールド |                      |
| 収容人数： 22,112       | 収容人数： 17,000            | 収容人数： 24,000                | 収容人数： 27,800           |                      |
|                         |                              |                                  |                             |                      |

### 過去に存在した球団
| 球団名                                             | ハングル        | ホームタウン             | 本拠地球場                                 | 収容人数 | 創設          | 消滅          | 備考 |
| -------------------------------------------------- | --------------- | ------------------------ | ------------------------------------------ | -------- | ------------- | ------------- | ---- |
| サンバンウル・レイダース （Ssangbangwool Raiders） | 쌍방울 레이더스 | 全羅北道全州市           | 全州公設運動場球場                         | 10,000人 | 1990年3月31日 | 2000年1月6日  |      |
| 現代ユニコーンズ （Hyundai Unicorns）              | 현대 유니콘스   | 仁川広域市 →ソウル特別市 | 仁川公設運動場野球場→ 水原総合運動場野球場 | 14,000人 | 1982年2月5日  | 2008年3月10日 |      |
| 警察野球団 （Korean Police Baseball Team）         | 경찰 야구단     | 京畿道高陽市             | 警察野球場                                 | 不明     | 2005年        | 2019年8月12日 |      |

1. ↑  兵役により韓国警察庁に派遣されている選手による警察野球部、2019年シーズン途中で解散

- いずれも解散時のデータ。

### チーム名・本拠地の遍歴
- 消滅した球団は背景を灰色、新規参入球団は背景を水色にしている。

| チーム名                 | 遍歴 |
| ------------------------ | --- |
| 斗山ベアーズ             | - 1982 - 1998年はOBベアーズ。 - 1999年にOBブランドの持ち主である子会社のOB麦酒（創設当時の社名は東洋麦酒で、OBはその英語名Oriental Breweryの略称）が株式売却により斗山グループから分離、球団は斗山グループが持ち続けることによって、チーム名を斗山ベアーズに改称。 - 当初、ホームタウンは親会社の縁の地であるソウルを希望。だが、MBCもソウルを縁故地として希望していたことと、韓国中部圏の大都市である大田市が空席となることから、球団配置のバランスを測ったKBOとの協議で新球団創設を前提に1984年までは大田広域市を使用し、1985年シーズンからソウルに移転することに合意。 - 1985年、約束どおり大田をホームタウンにするピングレ・イーグルス（現、ハンファ・イーグルス）の加入に伴いソウルへ移転した。 |
| LGツインズ               | - 1982 - 1989年はMBC青龍（チョンニョン）。英語圏ではMBCブルードラゴンズ（または単にMBCドラゴンズ）と紹介された。 - 度重なる成績不振によってMBC放送局の首脳部が経営意欲を喪失して、1989年シーズンオフに130億ウォン（当時のレートで約26億円）でラッキー金星グループに売却。新しい親会社の頭文字を取って、チーム名をLGツインズに改称。 - ホームタウンはMBC球団創設時からソウル特別市。 |
| KIAタイガース            | - 1982年 - 2001年7月はヘテ・タイガース。 - 2001年8月にKIA自動車が買収し、同シーズン途中にチーム名をKIAタイガースに改称。 - 本拠地は創設の時から光州広域市。フランチャイズ保護区域は光州広域市のほか全羅南道、全羅北道、済州特別自治道の全域。サンバンウル・レイダースの創設時に全羅北道のフランチャイズを譲って、その補償金を貰ったが、同チームの解散とともに同地域のおけるフランチャイズは再びタイガースに返還された。 |
| サムスン・ライオンズ     | - 1982年の創設からチーム名は一切変更されていない。 - ホームタウンは大邱広域市。フランチャイズ保護地域は大邱広域市と慶尚北道の全域。 |
| ロッテ・ジャイアンツ     | - 1982年の創設からチーム名は一切変更されていない。 - ホームタウンは釜山広域市。フランチャイズ保護区域は釜山広域市の他、蔚山広域市と慶尚南道を含む。 |
| 現代ユニコーンズ         | - 1982 - 85年前期は三美（サンミ）・スーパースターズ。海運業などで構成される三美グループが親会社。 - 1985年後期に、元々プロ野球チームの経営に興味がなかった三美グループが食品販売業などで構成される青宝グループに球団を売却。1985年後期 - 1987年は青宝（チョンボ）ピントゥス。 - 1987年シーズン後、青宝グループが倒産し、化粧品メーカーの太平洋グループ（現：アモーレパシフィック）が球団を買収。1988 - 1995年は太平洋（テピョンヤン）ドルフィンズ。 - 1995年シーズン後、太平洋グループが現代グループに球団を売却。1996年からチーム名は現代（ヒョンデ）ユニコーンズになった。 現代に売却されるまでは他の球団と比べて小規模な親会社だったことからチームが弱く、観客動員も低迷。これが数度に亘って球団が売却される主な原因となった。 - 最初のホームタウンは仁川広域市でフランチャイズ保護地域は仁川のほかに京畿道と江原道。また、暫定処置として北朝鮮全域もフランチャイズ保護地域に入る。 - 1999年にサンバンウル・レイダースの解散とSKワイバーンズの誕生に伴って、ホームタウンのソウルへの移転を希望。移転当時は名目上はソウルをホームタウンとするものの、ソウルに新たなプロ野球規格の球場が出来るまでの暫定の本拠地球場として水原市内の水原球場に移転し、同時に空位となった仁川はSKが縁故地を定めた。 - その後、親会社である現代グループの分割相続による規模の縮小および経営不振から身売り話も取り沙汰された。現代グループが球団を手放す意向を示して、2006年末から深刻な経営危機に陥った。2007年中には農協、STX、KTなどへ球団買収を打診したが、諸事情によって頓挫。 - 2008年1月30日、韓国の外資系投資会社であるセンテニアル・インベストメント社が新球団を創設する代わりに、球団の解散が決定。これはサンバンウル・レイダースの解散の時と同様に、現代側への買収金およびユニコーンズが抱えていた負債の返済義務を省くため。 - 2008年3月10日、韓国野球委員会の理事会で球団の清算手続きに入る事を議決し、これをもって正式に球団は解散した。解散時点での現代所属の選手たちの保有権は新球団「ウリ・ヒーローズ」に譲られ、大半の選手がウリ･ヒーローズ所属となった。 |
| ハンファ・イーグルス     | - 1985年に大田広域市を本拠地にピングレ・イーグルスとして加盟。 - 1986年シーズンから1軍リーグに参加。 - 1994年にビングレが韓国火薬グループから分離され、親会社の韓国火薬グループはハンファに名称変更。球団は親会社のハンファグループが保有し続けることにより、チーム名をハンファ・イーグルスに改称。 - フランチャイズ保護地域は大田広域市のほか、忠清南道、忠清北道の全域。 |
| サンバンウル・レイダース | - 1990年に加盟。ピングレ同様、加盟初年度は2軍リーグだけ参加。 - 1991年から1軍リーグに参加。 - 1999年シーズン限りで経営難により解散。解散時点でのサンバンウル所属の選手たちの保有権は新球団「SKワイバーンズ」に譲られ、大半の選手がSKワイバーンズ所属となった。 - ホームタウンは全羅北道全州市で、全羅北道全域をフランチャイズ保護区域で持っていた。 |
| SSGランダース            | - 2000年、サンバンウル・レイダースの解散による空位により新規加盟。2000年 - 2020年はSKワイバーンズ。 - 仁川をホームタウンとして持っていた現代ユニコーンズも同じく、仁川広域市、京畿道と江原道をフランチャイズ保護地域に持つ。また、暫定処置として北朝鮮全域もフランチャイズ保護地域に入る。 - 2021年、新世界グループ（SSGグループ）が買収し、チーム名をSSGランダースに改称。 |
| キウム・ヒーローズ       | - 2008年、現代ユニコーンズの解散による空位により新規加盟。 - 命名権取得によって2008年からはウリ･ヒーローズ。 - メインスポンサーのウリたばこの要請で、2008年8月26日からスポンサー名を外すことを決定。チーム名をヒーローズに改称。 - 2010年2月8日、ネクセンタイヤと新たにメインスポンサー契約を結び、チーム名をネクセン・ヒーローズに改称。 - 2014年シーズンから2軍のチーム名を華城ヒーローズに変更。 - 2019年1月15日、キウム証券と新たにメインスポンサー契約を結び、チーム名をキウム・ヒーローズにチーム名を改称。また、2軍のチーム名を高陽ヒーローズに変更。 - ホームタウンはソウル特別市。 |
| NCダイノス               | - 2011年に新規加盟。 - 2012年シーズンは二軍リーグだけ参加。 - 2013年シーズンから一軍リーグに参加。 - 2015年 - 2018年は2軍のチーム名を高陽ダイノスに変更。 - ホームタウンは昌原市。 |
| KTウィズ                 | - 2013年に新規加盟。 - 2014年シーズンは2軍リーグだけ参加。 - 2015年シーズンから1軍リーグに参加。 - ホームタウンは京畿道水原市。 |

## 概要
韓国（朝鮮半島）には、1905年にキリスト教のアメリカ人宣教師の手により野球が伝わったとされる。同年に設立されたYMCA野球団は、日本統治時代の1912年11月に遠征として日本列島で試合を行っている（成績は1勝5敗1分）。戦前は1920年頃が野球ブームのピークで、第二次世界大戦後も各級学校における野球や社会人野球などが続いた。
1981年12月11日、サムスン、ロッテ、MBC、OB、ヘテ、三美の6球団により、プロ野球創立総会が開かれ、翌年の1982年にその6球団でプロリーグが開幕した。3月27日、リーグ開幕の皮切りとなるMBC対サムスン（東大門野球場）の開幕戦の始球式は、当時の全斗煥大統領が行った。人気が加熱するあまりに暴動も起きたが、その後も観客動員数は順調に伸びた。1986年にはピングレ、1991年にはサンバンウルが加盟し、8球団体制へと拡大した。1995年には、LGとロッテの2球団が年間100万人動員を超えるなど、観客動員数が540万人を記録、プロ野球の人気は絶頂に達した。
しかし、1990年代中盤にメジャーリーグで朴賛浩、日本プロ野球で宣銅烈など海外で活躍する選手たちが登場し始め、野球ファンの目がそちらに注がれるようになり、それに加えて1997年の経済危機の影響も受け、低迷に拍車がかかった。経営難に陥った球団も現れ、1999年限りでサンバンウルが解散（代わりに翌年SKが創設される）し、2001年シーズン途中には9度の韓国シリーズ優勝を誇ったヘテが起亜自動車に売却された。2000年には5年前の半分にも満たない250万人、2002年には自国開催となったFIFAワールドカップへの観客流出や悪天候も重なり239万人台まで観客動員が落ちた。
人気復活の対策としてFA制度導入や、1999年に2リーグ制（「ドリームリーグ」と「マジックリーグ」）導入など行ったが観客動員数減少は続き、2001年には1リーグに戻っている。また2007年は親会社から資金提供を打ち切られた現代の球団売却交渉がKBOの不手際や他球団の反発なども重なり1年間で3度も失敗し、最終的には現代が解散する事態に発展した（代わりに翌年ヒーローズが創設された）。
2005年頃から観客動員は復調を見せ、2006年は低迷したが2007年は動員数が11年ぶりに400万人、2008年は13年ぶりに500万人を突破した。2009年は前年の北京オリンピックでの金メダル、開幕前のWBC準優勝など韓国代表の好成績もあり、新記録となる約592万5000人の観客動員数を記録した。2010年も観客動員は好調で前年の観客動員数を若干上回り（約592万8000人）、2年連続で新記録を達成した。2011年も観客動員は伸び、シーズン中の9月前半に年間観客動員数が593万人を突破しさらには史上初となる約680万人と600万人台を記録した。2012年は史上初の700万人台となる約710万人の観客動員となり、4年連続で新記録を更新した。
2011年、慶尚南道昌原市を本拠地とするNCソフトによる新球団NCダイノスが設立され、2013年より一軍リーグ戦に参加することとなった。また、戦力均衡を目的として2次ドラフトが施行された。
10番目のプロ野球球団を設立する動きも起こり、2012年6月の臨時理事会で当面の間設立を見送ることとなったが後に方針転換し、同年12月の理事会で10球団制への拡張を決定した。
2013年1月、京畿道水原市を本拠地とする韓国大手通信業者KTによる新球団の加盟を認めた。2013年5月、新球団名はKTウィズと発表され、2014年から二軍リーグに参加、2015年より一軍リーグにも参加している。なお全羅北道を本拠地とする富栄グループも球団設立に名乗りを上げたが審査により落選した。
2013年はNCダイノスの加入により9球団制となり、前年の532試合から576試合と公式戦の試合数は増加したが、年間観客動員数は約644万人で前年比約10%の減少と2006年以来7年ぶりに前年を下回った。2014年は約650万人と、前年より微増となった。
2015年よりこれまで「プロ野球」と呼んでいたリーグ戦を「KBOリーグ」と呼称。この年よりKTウィズの一軍加入により10球団制となり、前年の576試合から720試合に公式戦の試合数が増加したため、2012年を上回る新記録の約736万人の観客動員となった。2016年は約833万人、2017年は史上最多の約840万人、2018年は約807万人と年間800万人台の観客動員を記録し続けたが、2019年は約728万人と前年比で10%近く減少した。
2020年は新型コロナウイルス感染症（COVID-19）の流行によりレギュラーシーズン開幕が5月5日に1か月以上延期され、多くの試合が無観客となった。2021年3月、新世界グループがSKワイバーンスを買収、SSGランダースに改称された。2021年オフ、2次ドラフトが廃止されフューチャーズリーグFAが導入されたが、2022年で同制度は廃止となる。COVID-19の規制が解除されていき、2022年は約607万人、2023年は約810万人と観客動員数は復調、2024年は史上初めて1000万人を突破、約1089万人を記録した。

### 外国人選手
創立年から、在日韓国人および外国に帰化した元韓国国籍の選手（韓国系日本人だけでなく、生まれながら他国の市民権を取得した韓国系の人物も含む）に限って門戸を開放した。1983年の福士敬章（韓国名：張明夫）、1984年には新浦壽夫（韓国名：金日融）などが活躍して成功を収めた。これに刺激を受けて、その後もしばらくの間、日本プロ野球を経験した選手のスカウトが続いた。しかし、韓国プロ野球のレベルが上がるにつれ、日本で一定レベル以上の技量を持っていない選手は韓国でも通用しなくなり、韓国プロ野球で十分働ける選手は年俸の面で日本でプレイした方が得という状態になって、日本プロ野球出身者に対する関心は次第に落ちていった。
韓国プロ野球では設立以来長年にわたり、元韓国国籍以外の外国人選手を認めてこなかった。1998年より外国人枠が設定されたものの、1チーム3名など厳しい制限があり、また上述のように韓国で通用しそうな選手は年俸の面でつり合わないため、2012年から2023年まで日本人選手と契約した球団はなかった。日本国籍の人物は選手としてではなく、契約に制限のないコーチのほうが需要は多く、複数年にわたって活躍している日本人指導者もいる。
また在日韓国人は21世紀以降減少し、2012年から2019年にかけ韓国野球委員会に登録された全選手のうち在日韓国人は1人もいなかった（各球団2名ずつ、在日韓国人など在外同胞選手枠がある）。2020年から2023年まで斗山、ロッテに在籍した安権守は在日韓国人であるが、2020年新人ドラフトで斗山から指名され入団、在外同胞の選手枠ではなかった。
球団数が10球団に増加したこともあり、2014年より各球団最大3名まで外国人選手と契約できるようになった。なお3名全員が投手あるいは野手であってはならず、試合出場は2名までとなっていた。また、NCは2014年まで、KTは2015年から2016年まで外国人選手との契約が最大4名まで認められていた（こちらも4名全員が投手ないし野手であってはならず、試合出場は3名まで）。これは、2012年から2013年まで韓国の球団と契約した外国人選手がすべて投手という極端な事態に陥っていたことも一因である。2013年まで外国人選手の年俸は上限30万ドルとなっていたが、実際はその何倍もの報酬を得ていた選手が複数いたとされ形骸化していたため、2014年より上限は撤廃された。なお、2019年より新外国人選手の年俸上限が100万ドルとなり、韓国2年目以降の外国人選手には複数年契約を認めた。2020年より外国人選手3名の試合出場を認めた。また2024年より、負傷者リストに掲載された外国人選手の代役となる短期契約の代替外国人選手制度を導入した。

### チーム構成
KBOリーグに参加するチームは、1軍（10チーム）、2軍（オープン参加を含み12チーム）の支配下登録者を対象としたチームに加え、日本プロ野球の育成選手制度（練習生）に相当するカテゴリーとして「残留軍」（育成軍ともいう）というものがある。

## 大会方式

### 開催日程
概ね、3月下旬か4月上旬に開幕し、10月初旬までレギュラーシーズン戦を行い、その後上位4チームによるポストシーズン（決勝トーナメント）が10月中旬から争われ、レギュラーシーズン1位とプレーオフトーナメントを勝ち抜いたチームで争う決勝戦「韓国シリーズ」は10月下旬か11月初めに行われる。なお、2020年はCOVID-19の影響でレギュラーシーズンは史上初の5月に開幕し、ポストシーズンは11月から開幕し、試合消化を早めるため7月1日から8月23日を除いてダブルヘッダーでの開催も例年より多かった。
野球韓国代表でプロ選手がレギュラーシーズン中に国際大会（アジア競技大会、夏季オリンピックが該当）に出場する場合、その期間中は予備日の振替を含めレギュラーシーズンを中断する場合がある。

### レギュラーシーズン
2015年より10チームによる16回総当り（ホーム・アンド・アウェー各8回）のリーグ戦を行うことになった。延長戦は、時間無制限15回まで。決着がつかなかった場合は引き分けとなる。その他は9回までと制限されているダブルヘッダーの第1試合、及びコールドゲームの場合も試合終了時点で決着がつかないと引き分けとなる。また、全ての試合で予告先発制と指名打者制が採用されている。
引き分けは消化試合数から差し引かれ、勝率は（勝利数）÷（（勝利数）＋（敗戦数））で計算する。

### ポストシーズンと順位決定

#### ポストシーズンのトーナメント表
|  | プレーオフワイルドカード代表決定戦（1回戦） | プレーオフワイルドカード代表決定戦（1回戦） |                 |  | 準プレーオフ（2回戦） | 準プレーオフ（2回戦） |               |  | プレーオフ（準決勝） | プレーオフ（準決勝） |               |  | 韓国シリーズ（決勝） | 韓国シリーズ（決勝） |
|  |                                             |                                             |                 |  |                       |                       |               |  |                      |                      |               |  |                      |                      |
|  | A（アドバンテージ付き2戦2勝制）             |                                             |                 |  |                       |                       |               |  |                      |                      |               |  |                      |                      |
|  |                                             |                                             |                 |  |                       |                       |               |  |                      |                      |               |  |                      |                      |
|  | 勝率5位チーム                               |                                             |                 |  |                       |                       |               |  |                      |                      |               |  |                      |                      |
|  |                                             |                                             | B（※ 5戦3勝制） |  |                       |                       |               |  |                      |                      |               |  |                      |                      |
|  | 勝率4位チーム                               |                                             |                 |  |                       |                       |               |  |                      |                      |               |  |                      |                      |
|  | Aの勝者                                     |                                             |                 |  |                       |                       |               |  |                      |                      |               |  |                      |                      |
|  |                                             |                                             |                 |  |                       |                       |               |  |                      |                      |               |  |                      |                      |
|  |                                             |                                             | 勝率3位チーム   |  |                       |                       |               |  |                      |                      |               |  |                      |                      |
|  |                                             |                                             |                 |  |                       |                       |               |  |                      |                      |               |  |                      |                      |
|  |                                             |                                             | C（▲ 5戦3勝制） |  |                       |                       |               |  |                      |                      |               |  |                      |                      |
|  |                                             |                                             |                 |  |                       |                       |               |  |                      |                      |               |  |                      |                      |
|  |                                             |                                             | Bの勝者         |  |                       |                       |               |  |                      |                      |               |  |                      |                      |
|  |                                             |                                             |                 |  |                       |                       |               |  |                      |                      |               |  |                      |                      |
|  |                                             |                                             |                 |  |                       |                       | 勝率2位チーム |  |                      |                      |               |  |                      |                      |
|  |                                             |                                             |                 |  |                       |                       |               |  |                      |                      |               |  |                      |                      |
|  |                                             |                                             |                 |  |                       |                       |               |  |                      |                      |               |  |                      |                      |
|  |                                             |                                             |                 |  |                       |                       |               |  |                      |                      |               |  |                      |                      |
|  |                                             |                                             |                 |  |                       |                       |               |  |                      |                      |               |  |                      |                      |
|  |                                             |                                             |                 |  |                       |                       |               |  |                      |                      |               |  |                      |                      |
|  |                                             |                                             |                 |  |                       |                       |               |  |                      |                      |               |  |                      |                      |
|  |                                             |                                             |                 |  |                       |                       |               |  |                      |                      |               |  |                      |                      |
|  |                                             |                                             | D（7戦4勝制）   |  |                       |                       |               |  |                      |                      |               |  |                      |                      |
|  |                                             |                                             |                 |  |                       |                       |               |  |                      |                      |               |  |                      |                      |
|  |                                             |                                             | Cの勝者         |  |                       |                       |               |  |                      |                      |               |  |                      |                      |
|  |                                             |                                             |                 |  |                       |                       |               |  |                      |                      |               |  |                      |                      |
|  |                                             |                                             |                 |  |                       |                       |               |  |                      |                      | 勝率1位チーム |  |                      |                      |
|  |                                             |                                             |                 |  |                       |                       |               |  |                      |                      |               |  |                      |                      |
|  |                                             |                                             |                 |  |                       |                       |               |  |                      |                      |               |  |                      |                      |
|  |                                             |                                             |                 |  |                       |                       |               |  |                      |                      |               |  |                      |                      |
|  |                                             |                                             |                 |  |                       |                       |               |  |                      |                      |               |  |                      |                      |
|  |                                             |                                             |                 |  |                       |                       |               |  |                      |                      |               |  |                      |                      |
|  |                                             |                                             |                 |  |                       |                       |               |  |                      |                      |               |  |                      |                      |
|  |                                             |                                             |                 |  |                       |                       |               |  |                      |                      |               |  |                      |                      |
|  |                                             |                                             |                 |  |                       |                       |               |  |                      |                      |               |  |                      |                      |
|  |                                             |                                             |                 |  |                       |                       |               |  |                      |                      |               |  |                      |                      |
|  |                                             |                                             |                 |  |                       |                       |               |  |                      |                      |               |  |                      |                      |
|  |                                             |                                             |                 |  |                       |                       |               |  |                      |                      |               |  |                      |                      |
|  |                                             |                                             |                 |  |                       |                       |               |  |                      |                      |               |  |                      |                      |
|  |                                             |                                             |                 |  |                       |                       |               |  |                      |                      |               |  |                      |                      |
|  |                                             |                                             |                 |  |                       |                       |               |  |                      |                      |               |  |                      |                      |
|  |                                             |                                             |                 |  |                       |                       |               |  |                      |                      |               |  |                      |                      |
|  |                                             |                                             |                 |  |                       |                       |               |  |                      |                      |               |  |                      |                      |
|  |                                             |                                             |                 |  |                       |                       |               |  |                      |                      |               |  |                      |                      |
|  |                                             |                                             |                 |  |                       |                       |               |  |                      |                      |               |  |                      |                      |
|  |                                             |                                             |                 |  |                       |                       |               |  |                      |                      |               |  |                      |                      |
|  |                                             |                                             |                 |  |                       |                       |               |  |                      |                      |               |  |                      |                      |
|  |                                             |                                             |                 |  |                       |                       |               |  |                      |                      |               |  |                      |                      |
|  |                                             |                                             |                 |  |                       |                       |               |  |                      |                      |               |  |                      |                      |

※ 2020年と2021年は3戦2先勝制に縮小。
▲ 2021年は3戦2先勝制に縮小。

#### 試合方式
シーズンの開催方式は、レギュラーシーズンとポストシーズンで構成される。レギュラーシーズンは概ね3月下旬・4月上旬から9月下旬・10月上旬にかけて約半年間開催される。各球団が16回総当たりで戦い、1チームの総試合数は144試合（16回戦×9チーム）でホーム・ビジターで各72試合ずつが行われる。ポストシーズンは10月頃に開催され、レギュラーシーズン上位5位までのチームがトーナメント方式で戦う。5位対4位の「ワイルドカードゲーム」、その勝者対3位の「セミプレーオフ」、その勝者対2位の「プレーオフ」を行い、最終的に1位とプレーオフ勝者の7試合先4勝制の「韓国シリーズ」を行いリーグ優勝チームが決定される。また、シーズン中盤にはKBOオールスターゲームを開催する。
レギュラーシーズン終了後、上表の要領で上位5チームだけでステップラダートーナメント方式（順位最上位のチームが決勝戦に進み、以下順位に応じて最初の試合の組み合わせが決まる）を取り入れたポストシーズンゲームを行い優勝チームを決める。
2015年度からプロ野球が10チームに拡張したことでポストシーズン進出が5位までに拡大され、最初に4位と5位とで、4位チームに1勝分のアドバンテージをあらかじめ与える状態で、ワイルドカード決定戦（1回戦）を2戦2勝制（第1戦で5位チームが勝利・かつ第2戦引き分けで1勝1敗1分けになった場合、および第1戦で4位チームが勝利か引き分けであった場合<この場合は第2戦割愛>は4位の勝ち抜けとみなす）で行い、その勝者と3位が5戦3勝制の準プレーオフを行い（2007年までは3戦2勝制、2005年シーズンだけ一時的に5戦3勝制）、その勝者が2位チームとの5戦3勝制によるプレーオフに進出（1995年と2008年は当時の制度が適用され7戦4勝制で行われた）。ここで勝ったチームと公式戦1位チームが7戦4勝制による「韓国シリーズ」を戦って優勝を決める。なお韓国シリーズは初年度の1982年のみ「コリアン・シリーズ」と称していた。
韓国シリーズの勝者を優勝とし、敗者が準優勝。3位以下の順位は残りのチームを準プレーオフ及びプレーオフの結果に関係なく勝率順で並べて決める。たとえば、レギュラーシーズン4位のチームが韓国シリーズに進出して敗退すると、そのチームは準優勝になるが、準プレーオフで3位チームに勝って、プレーオフで2位のチームに敗退すると4位に戻される。

### ポストシーズンの開催球場

#### ワイルドカード決定戦
第1,2戦ともに上位チーム（この場合は4位）の本拠地球場で行う。

#### 準プレーオフ及びプレーオフ
準プレイオフ及びプレイオフの開催は第1、2、5戦を上位チームの本拠地球場、第3、4戦を下位チームの本拠地球場で行う。

#### 韓国シリーズ

##### 1982-1988年
2シーズン制を採用した1982・83年は第1・2戦はそれぞれのステージ優勝チーム（第1戦=前期優勝、第2戦=後期優勝）の本拠地で行い、第3-7戦はセントラル開催としてソウル特別市（東大門野球場（収容人員3万人。1982年のみ）→蚕室野球場（収容人員3万500人　1983年以後））で開催した。1984年から1988年までは第1・2戦は前期、第3・4戦は後期のそれぞれのステージ優勝チームの本拠地で行い、セントラル開催は第5戦以後に見直された。

##### 1989-1997年、2001年
第1、2戦を公式戦1位のチームの本拠地球場で行い、第3、4戦はプレーオフの勝者の本拠地で行って、第5戦以降は中立地域として蚕室球場で第5、6、7戦を開催。
しかしソウルを本拠地とするLGとOBがプレーオフ勝者として韓国シリーズ出場する場合、蚕室球場で5連戦が行われることになるため、1993年からソウルを本拠地とするチームが韓国シリーズに進出の場合、公式戦の順位に関係なく第1、2戦をソウルで、第3、4戦を相手チームのホームで行い、第5戦以降を蚕室球場に戻すように変更した。しかし、これでLGとOBは韓国シリーズ出場で公式戦の順位に関係なく実質的にホームで5試合を行うほか、シリーズの開幕権までもらう極端的に有利な立場に立つという地方球団の不満を受けて1998年から現在の制度に変更した。
両リーグ制から1リーグ制に復帰した2001年には一旦韓国シリーズの開催要綱が1989年のものに戻されたが、プレーオフの勝者がソウルを本拠地とする斗山だったので、上述の問題が浮き彫りになり、翌年から1998年の制度に変更された。

##### 1998-2000年、2002-2015年
韓国シリーズ開催球場は第1、2戦をレギュラーシーズン1位のチームの本拠地球場で行い、第3、4戦はプレーオフの勝者の本拠地で行う。第5戦以降は出場チームの本拠地と本拠地球場の収容能力によって決められていた。
ソウルを本拠地とするチームのうち、LGツインズ、斗山ベアーズが韓国シリーズに進出した場合、あるいは収容能力が3万人を超える本拠地を持っているチーム同士の韓国シリーズの場合は第5戦はプレーオフ勝者の本拠地で行われ、移動日を挟んで第6、7戦は再び公式戦1位のチームの本拠地で開かれる2-3-2方式で、そのほかの場合は、第4戦の後、移動日を挟んで中立地域としてソウルの蚕室球場で第5、6、7戦を3連戦で行う2-2-3方式で行われていた。
この制度は地方球団同士の対決の場合、レギュラーシーズン1位チームはシリーズの開幕権を得られるものの、本拠地球場での胴上げができず、またプレイオフ勝者の場合も4連勝での優勝でない限り胴上げができないため、地方球団の地元ファンの不満が問題点として予てから提起されていた。しかし、ソウルは各地方の出身者が集まる土地柄であることや蚕室野球場は各チームの本拠地球場よりも観客動員で勝るため、地方球団同士の韓国シリーズでも蚕室球場で行うという制度を続けてきた。

##### 2016年-2019年
2016年シーズンより大邱サムスン・ライオンズ・パーク、高尺洞スカイドーム（ネクセンが2017年まで本拠地として契約）が新たにプロ野球の本拠地に加わり、また2015年から一軍に参入したKTウィズの本拠地・水原KTウィズパークも改修により2万5000人収容まで増加するなど、2010年代の相次ぐ野球場の新設と改修で、プロ野球本拠地球場の収容人数が全体として増加したため、韓国シリーズに出場する2チームの本拠地だけで開催されることになり、蚕室野球場での中立地開催は廃止された。

##### 2020年
COVID-19の影響でレギュラーシーズン開幕が5月5日と例年より1か月以上遅かったため、ポストシーズン開幕も11月上旬となり、特に夜間の気温が下がるためプレーオフと韓国シリーズの全日程を出場チーム関係なく室内の高尺スカイドームで開催した。また準プレーオフが5戦3勝制から3戦2勝制に短縮された。

##### 2021年
2020年東京オリンピックによる中断やCOVID-19の影響でレギュラーシーズンの消化が遅れ、ポストシーズン開幕も2020年と同じく11月上旬となり、準プレーオフだけでなくプレーオフもが5戦3勝制から3戦2勝制に短縮された。気温が下がるため11月中旬からの韓国シリーズの全日程を出場チーム関係なく室内の高尺スカイドームで開催した。

##### 2022年 -
2019年以前と同じくポストシーズンは準プレーオフ、プレーオフともに最大5試合に戻され、韓国シリーズの中立地開催もなくなった。

### 試合開始時刻
平日は原則18:30開始。
日曜日と公休日（臨時休日も含む）は4月から5月、9月から10月まで14:00開始。6月から8月は日射の関係上、土曜日18:00、日曜日17:00開始（屋内の高尺スカイドームは6月から8月も14:00開始）。なお、土日・公休日の試合はテレビ中継の都合などにより変更されることもある。ダブルヘッダー開催の場合は平日15:00、土日・公休日14:00開始。レギュラーシーズン終了後のポストシーズンゲームはワイルドカード決定戦（4位のチームに1勝のアドバンテージあり）・準プレーオフ・プレーオフ・韓国シリーズの順番に行われ、平日18:30、土日・公休日14:00開始。

### 歴代の試合方式
| 年度          | 試合方式 |
| ------------- | --- |
| 1982年        | - 年間80試合（16回総当り）を前・後期各40試合ずつ（同8回総当り）行う。 - 各期の1位チームがコリアン・シリーズ（7戦4勝制）に進出。同一チームの場合はそれを行わず、そのチームがリーグ優勝。 |
| 1983年-1984年 | - レギュラーシーズンの試合数が年間100試合（シーズン20回総当り、前・後期各50試合=10回総当り）に変更。 - 韓国シリーズ（1983年より改称）進出方式は変更なし。 |
| 1985年        | - レギュラーシーズンの試合数が110試合（シーズン22回総当り、前・後期各55試合=11回総当り）となる。 - 韓国シリーズ進出条件が一部変更。 (1) 前・後期優勝チームのいずれかが年間総合成績の1位チームに当たると、前・後期の優勝チーム同士で韓国シリーズを行う。 (2) 年間総合成績の1位チームが前･後期どちらも優勝できなかった場合は、年間総合成績の1位チームは韓国シリーズに直行。前･後期優勝チーム同士で5戦3勝制のプレイオフを行い、シリーズの残り1枠を争う。実際1984年シーズンがこれに当たる。前期優勝はサムスンライオンズ、後期優勝はロッテ・ジャイアンツ、年間総合成績1位はOBベアーズだった。このルールはこういう場合を想定して設けられた。 (3) 1チームが前･後期優勝を総なめした場合は、韓国シリーズなしで、そのチームを優勝チームにする。 - この年は前・後期ともにサムスン・ライオンズが1位で「完全優勝」する（3）の場合となったので、韓国シリーズがなくなり、次の制度への変更する原因となった。                                                  |
| 1986年-1988年 | - 1986年に7チーム制となったので年間試合数は108試合（シーズン18回総当り）。これを54試合ずつ（9回総当り）の前・後期で実施。 - プレイオフも下のように変更された。前年との違いは、どのような場合でも韓国シリーズは行われるように工夫されていること。 (1) 各期の1位と2位がたすきがけ方式で5戦3勝制のプレーオフを行い、その勝者同士で決勝戦を行う。 (2) 1チームが前後期ともに2位以内に入っている場合は、そのチームは自動的に韓国シリーズ進出で、それ以外のチームでプレーオフを行い、もう一つのシリーズ進出枠を争う。このケースで特定のチームが前後期の1位を総なめした場合、各期の2位チームによるプレーオフ勝利チームと韓国シリーズを行う。 (3) 各期とも1、2位が全て重複の場合は、プレーオフ無しで、その2チームで韓国シリーズを行う。このケースで特定のチームが前後期の1位を総なめした場合、各期ともに2位のチームと韓国シリーズを行う。 - しかし、実際この3年間、実現したのは（2）の場合のみであり、他の場合は見られること無く次の制度に変更された。 |
| 1989年-1990年 | - 2シーズン制を廃止し、1シーズン120試合（20回総当り）のリーグ戦の後、ポストシーズンを行う。 - ポストシーズンの方式は公式戦3、4位間で3戦2勝制の準プレーオフを行い、その勝者が2位チームと5戦3勝制のプレーオフを行う。プレーオフの勝者が韓国シリーズに進出し、公式戦1位チームと優勝を争う。 |
| 1991年-1992年 | - 1991年に参加チームが8チームとなったので1シーズン126試合（18回総当り）となる。 - ポストシーズンの方式は1989-90年に同じ。 |
| 1993年-1998年 | - 準プレイオフ（公式戦3位対4位）は、3位と4位間の直接のゲーム差が3ゲーム差以内の場合にのみ行う。 (1) 準プレイオフが行われる場合は、1989-1992年の方式に同じ。準プレイオフは3戦2勝制、プレイオフは5戦3勝制。 (2) 準プレイオフがなくなった場合は、公式戦の2位と3位が7戦4勝制のプレイオフを行って、その勝者が公式戦1位のチームと韓国シリーズを行う。 - この期間中、このルールが適用されて、（2）の場合が実現したのは1995年のみ。 |
| 1999年-2000年 | - リーグ戦をドリームリーグ、マジックリーグの2組に分けて行い、交流戦込みで年間132試合（同リーグと20試合ずつ他リーグと18試合ずつ）。 - 各組の1位と2位のたすきがけでプレイオフを行い、勝者同士で韓国シリーズを行う。 - どちらかのリーグの3位のチームが勝率で相手リーグの2位のチームを上回る場合、その両チームで準プレーオフを行い、その勝者が3位チームの所属リーグの1位チームとプレイオフを行う。 |
| 2001年-2002年 | - 1リーグ制に戻り、19回総当りの1シーズン133試合のリーグ戦の後、ポストシーズンを行う。 - この年まで順位は勝率の高いチームから順に決定していた。 - ポストシーズンの運用は1989-1992年の方式と同じ。 |
| 2003年-2004年 | - 順位決定が勝利数優先（同じ場合は勝率順→直接対決成績）になる。 - 引き分けは0.5勝計算 |
| 2005年-2007年 | - 年間126試合に削減。 - 順位決定が勝率順。同じ勝率→直接対決成績→総得点→前年の順位になる。 - 2005年から興行面を考えて準プレイオフ（公式戦3位対4位）を5戦3勝制にしようとしたが、1年実施された後、準プレーオフが長すぎるという意見を受け、翌年から3戦2先勝制に還元。 |
| 2008年        | - 試合数や順位決定は2007年までと同様。 - 延長戦のルールが変更されて、延長戦は決着がつくまで行われ、延長回数や時間切れによる引き分けは廃止。ただし、ダブルヘッダーの第1試合および、コールドゲームによる引き分けは認める。ダブルヘッダーの第1試合は9回までで、延長戦なし。 - 準プレイオフ（公式戦3位対4位）が5戦3勝制に、プレーオフ（公式戦2位対準プレーオフ勝者）が7戦4勝制となり、ポストシーズンの試合数が増加。 |
| 2009年-2010年 | - 試合数が2004年以来となる133試合に戻る。 - 延長戦の回数、時間制限なしが撤廃され、2007年までと同じ延長12回までとなった。ただし引き分けは勝率計算上負けと同じ扱いとなる。 - 準プレイオフ（公式戦3位対4位）が5戦3勝制は2008年と同じだが、プレーオフ（公式戦2位対準プレーオフ勝者）が5戦3勝制となり、ポストシーズンの試合数が削減された。 |
| 2011年-2012年 | - 延長戦12回で決着がつかなかったら引き分けは2010年までと同じだが、2008年までと同じく勝率計算からは除外することとなった。 - ポストシーズンでの延長戦が12回までから15回までとなった。 |
| 2013年-2014年 | - NCダイノスの加入で9チームとなり、試合数は133試合から128試合に減少。 |
| 2015年-       | - 大会名が「プロ野球」から「KBOリーグ」に変更。KTウィズの加入で10チームとなり、試合数は128試合から144試合に増加。 - ポストシーズン進出が上位5位までに拡大し、新たに4位と5位のワイルドカードにノミネートされたチームによる「ワイルドカード代表決定戦」（4位に対する1勝分のアドバンテージ付き2戦2勝制）をトーナメント1回戦として開催。準プレーオフ（2回戦） - 韓国シリーズ（決勝）までは従来に同じ |

### 歴代冠スポンサー
- 2000年 - 2004年：サムスン証券
- 2005年 - 2008年：サムスン電子（大会名：サムスンPAVVプロ野球）
- 2009年 - 2010年：CJインターネット（大会名：CJ魔球魔球プロ野球）
- 2011年：ロッテカード（大会名：ロッテカードプロ野球）
- 2012年：八道（大会名：八道プロ野球）
- 2013年 - 2014年：韓国ヤクルト（大会名：7evenプロ野球）
- 2015年 - 2017年：タイヤバンク（大会名：タイヤバンクKBOリーグ）
- 2018年 - 2019年：新韓銀行（大会名：新韓銀行MY CAR KBOリーグ）
- 2020年 - 2023年：新韓銀行（大会名：新韓銀行SOL KBOリーグ）
- 2024年 - 2025年：新韓銀行（大会名：新韓SOL Bank KBOリーグ）

## 年度別順位
韓国プロ野球での順位は、韓国シリーズの勝者を優勝、敗者を準優勝とし、3位以下は残りチームを準プレイオフおよびプレイオフの結果に関係なく、レギュラーシーズンの勝率順に並べて決めるため、勝率の低いチームが上位にランクされることもある。
*はポストシーズンの成績によって年間成績は上位となったチームを示すもので、カッコ内の数字は年間勝率あるいはレギュラーシーズンでの順位を示す。
| 年度       | 優勝         | 準優勝       | 3位          | 4位      | 5位         | 6位                | 7位                | 8位          | 9位      | 10位     |
| ---------- | ------------ | ------------ | ------------ | -------- | ----------- | ------------------ | ------------------ | ------------ | -------- | -------- |
| 1982       | OB           | サムスン     | MBC          | ヘテ     | ロッテ      | 三美               |                    |              |          |          |
| 1983       | ヘテ(2)*     | MBC          | 三美         | サムスン | OB          | ロッテ             |                    |              |          |          |
| 1984       | ロッテ(4)*   | サムスン(2)* | OB           | MBC      | ヘテ        | 三美               |                    |              |          |          |
| 1985（※1） | サムスン     | ロッテ       | ヘテ         | OB       | MBC         | 三美 / 青宝        |                    |              |          |          |
| 1986       | ヘテ(2)*     | サムスン     | MBC          | OB       | ロッテ      | 青宝               | ピングレ           |              |          |          |
| 1987       | ヘテ(2)*     | サムスン     | ロッテ       | OB       | MBC         | ピングレ           | 青宝               |              |          |          |
| 1988       | ヘテ         | ピングレ     | ロッテ       | サムスン | OB          | MBC                | 太平洋             |              |          |          |
| 1989       | ヘテ(2)*     | ピングレ     | 太平洋       | サムスン | OB          | MBC                | ロッテ             |              |          |          |
| 1990       | LG           | サムスン(4)* | ヘテ         | ピングレ | 太平洋      | ロッテ             | OB                 |              |          |          |
| 1991       | ヘテ         | ピングレ     | サムスン     | ロッテ   | 太平洋      | LG ・ サンバンウル | LG ・ サンバンウル | OB           |          |          |
| 1992       | ロッテ(3)*   | ピングレ     | ヘテ         | サムスン | OB          | 太平洋             | LG                 | サンバンウル |          |          |
| 1993       | ヘテ         | サムスン     | OB           | LG       | ピングレ    | ロッテ             | サンバンウル       | 太平洋       |          |          |
| 1994（※2） | LG           | 太平洋       | ハンファ     | ヘテ     | サムスン    | ロッテ             | OB                 | サンバンウル |          |          |
| 1995       | OB           | ロッテ(3)*   | LG           | ヘテ     | サムスン    | ハンファ           | 太平洋             | サンバンウル |          |          |
| 1996       | ヘテ         | 現代(4)*     | サンバンウル | ハンファ | ロッテ      | サムスン           | LG                 | OB           |          |          |
| 1997       | ヘテ         | LG           | サンバンウル | サムスン | OB          | 現代               | ハンファ           | ロッテ       |          |          |
| 1998       | 現代         | LG(3)*       | サムスン     | OB       | ヘテ        | サンバンウル       | ハンファ           | ロッテ       |          |          |
| 1999       | ハンファ(4)* | ロッテ(2)*   | 斗山         | サムスン | 現代        | LG                 | ヘテ               | サンバンウル |          |          |
| 2000       | 現代         | 斗山         | サムスン     | LG       | ロッテ      | ヘテ               | ハンファ           | SK           |          |          |
| 2001（※3） | 斗山(3)*     | サムスン     | 現代         | ハンファ | ヘテ / 起亜 | LG                 | SK                 | ロッテ       |          |          |
| 2002       | サムスン     | LG(4)*       | 起亜         | 現代     | 斗山        | SK                 | ハンファ           | ロッテ       |          |          |
| 2003       | 現代         | SK(4)*       | 起亜         | サムスン | ハンファ    | LG                 | 斗山               | ロッテ       |          |          |
| 2004       | 現代         | サムスン     | 斗山         | 起亜     | SK          | LG                 | ハンファ           | ロッテ       |          |          |
| 2005       | サムスン     | 斗山         | SK           | ハンファ | ロッテ      | LG                 | 現代               | 起亜         |          |          |
| 2006       | サムスン     | ハンファ(3)* | 現代         | 起亜     | 斗山        | SK                 | ロッテ             | LG           |          |          |
| 2007       | SK           | 斗山         | ハンファ     | サムスン | LG          | 現代               | ロッテ             | 起亜         |          |          |
| 2008       | SK           | 斗山         | ロッテ       | サムスン | ハンファ    | 起亜               | ヒーローズ         | LG           |          |          |
| 2009       | 起亜         | SK           | 斗山         | ロッテ   | サムスン    | ヒーローズ         | LG                 | ハンファ     |          |          |
| 2010       | SK           | サムスン     | 斗山         | ロッテ   | 起亜        | LG                 | ネクセン           | ハンファ     |          |          |
| 2011       | サムスン     | SK(3)*       | ロッテ       | 起亜     | 斗山        | LG ・ハンファ      | LG ・ハンファ      | ネクセン     |          |          |
| 2012       | サムスン     | SK           | 斗山         | ロッテ   | 起亜        | ネクセン           | LG                 | ハンファ     |          |          |
| 2013       | サムスン     | 斗山(4)*     | LG           | ネクセン | ロッテ      | SK                 | NC                 | 起亜         | ハンファ |          |
| 2014       | サムスン     | ネクセン     | NC           | LG       | SK          | 斗山               | ロッテ             | 起亜         | ハンファ |          |
| 2015       | 斗山(3)*     | サムスン     | NC           | ネクセン | SK          | ハンファ           | 起亜               | ロッテ       | LG       | KT       |
| 2016       | 斗山         | NC           | ネクセン     | LG       | 起亜        | SK                 | ハンファ           | サムスン     | ロッテ   | KT       |
| 2017       | 起亜         | 斗山         | ロッテ       | NC       | SK          | LG                 | ネクセン           | ハンファ     | サムスン | KT       |
| 2018       | SK(2)*       | 斗山         | ハンファ     | ネクセン | 起亜        | サムスン           | ロッテ             | LG           | KT       | NC       |
| 2019       | 斗山         | キウム(3)*   | SK           | LG       | NC          | KT                 | 起亜               | サムスン     | ハンファ | ロッテ   |
| 2020       | NC           | 斗山(3)*     | KT           | LG       | キウム      | 起亜               | ロッテ             | サムスン     | SK       | ハンファ |
| 2021       | KT           | 斗山(4)*     | サムスン     | LG       | キウム      | SSG                | NC                 | ロッテ       | 起亜     | ハンファ |
| 2022       | SSG          | キウム(3)*   | LG           | KT       | 起亜        | NC                 | サムスン           | ロッテ       | 斗山     | ハンファ |
| 2023       | LG           | KT           | SSG          | NC       | 斗山        | 起亜               | ロッテ             | サムスン     | ハンファ | キウム   |
| 2024       | 起亜         | サムスン     | LG           | 斗山     | KT          | SSG                | ロッテ             | ハンファ     | NC       | キウム   |

- ※1：三美は後期より青宝に身売り。
- ※2：1994年の公式戦はハンファとヘテがまったく同じ成績で同率3位だった。それまでのルールでは、どのチームも韓国シリーズに進出できなかったため共同3位になるべきだったが、臨時ルールを設けて準プレイオフでヘテを下したハンファが3位、ヘテが4位とされた。
- ※3：ヘテは8月より起亜に身売り。

## 各種記録
（2024年シーズン終了時現在、所属は最終）

### 打者

#### 通算記録
所属は現役最後のチーム
| 項目                     | 選手名                     | 所属       | 記録     |
| ------------------------ | -------------------------- | ---------- | -------- |
| 最多出場                 | 姜珉鎬（カン・ミンホ）     | サムスン   | 2369試合 |
| 最高打率（3000打数以上） | 李政厚（イ・ジョンフ）     | キウム     | .340     |
| 最多安打                 | 孫兒葉 (ソン・アソプ)      | NC         | 2511本   |
| 最多二塁打               | 崔炯宇（チェ・ヒョンウ）   | 起亜       | 513本    |
| 最多三塁打               | 田埈昊（チョン・ジュンホ） | ヒーローズ | 100本    |
| 最多本塁打               | 崔廷（チェ・ジョン）       | SSG        | 495本    |
| 最多打点                 | 崔炯宇                     | 起亜       | 1651打点 |
| 最多得点                 | 崔廷                       | SSG        | 1461得点 |
| 最多三振                 | 崔廷                       | SSG        | 1772個   |
| 最多四球                 | 梁埈赫（ヤン・ジュニョク） | サムスン   | 1278個   |
| 最多死球                 | 崔廷                       | SSG        | 348個    |
| 最多併殺打               | 姜珉鎬                     | サムスン   | 244本    |
| 最多盗塁                 | 田埈昊                     | ヒーローズ | 549盗塁  |

#### シーズン記録
（所属は記録したシーズン当時のチーム）
| 項目                     | 選手名                     | 所属     | 記録    | 達成年度 |
| ------------------------ | -------------------------- | -------- | ------- | -------- |
| 最多安打                 | ビクター・レイエス         | ロッテ   | 202本   | 2024年   |
| 最高打率（規定打席以上） | 白仁天（ペク・インチョン） | MBC      | .412    | 1982年   |
| 最多二塁打               | 李政厚（イ・ジョンフ）     | キウム   | 49本    | 2020年   |
| 最多三塁打               | 徐建昌（ソ・ゴンチャン）   | ネクセン | 17本    | 2014年   |
| 最多本塁打               | 李承燁（イ・スンヨプ）     | サムスン | 56本    | 2003年   |
| 最多打点                 | 朴炳鎬（パク・ビョンホ）   | ネクセン | 146打点 | 2015年   |
| 最多得点                 | 金倒永（キム・ドヨン）     | 起亜     | 143得点 | 2024年   |
| 最高長打率               | エリック・テイムズ         | NC       | .790    | 2015年   |
| 最多四球                 | フェリックス・ホセ         | ロッテ   | 127個   | 2001年   |
| 最多死球                 | 朴鍾皓（パク・ジョンホ）   | 現代     | 31個    | 1999年   |
| 最高出塁率               | フェリックス・ホセ         | ロッテ   | .503    | 2001年   |
| 最多三振                 | トム・クィンラン           | 現代     | 173個   | 2000年   |
| 最多犠打                 | 趙東和（チョ・ドンファ）   | SK       | 41本    | 2005年   |
| 最多犠飛                 | 金東柱（キム・ドンジュ）   | 斗山     | 16本    | 1998年   |
| 最多併殺打               | 金翰秀（キム・ハンス）     | サムスン | 23本    | 2004年   |
| 最多盗塁                 | 李鍾範（イ・ジョンボム）   | ヘテ     | 84盗塁  | 1994年   |

### 投手

#### 通算記録
（所属は現役最終のチーム）
| 項目                           | 選手名                     | 所属     | 記録        |
| ------------------------------ | -------------------------- | -------- | ----------- |
| 最多登板                       | 鄭ウラム（チョン・ウラム） | ハンファ | 1005試合    |
| 最多投球回数                   | 宋津宇（ソン・ジヌ）       | ハンファ | 3003回      |
| 最多勝利                       | 宋津宇                     | ハンファ | 210勝       |
| 最優秀防御率（投球回1500以上） | 宣銅烈（ソン・ドンヨル）   | ヘテ     | 1.20        |
| WHIP（投球回1500以上）         | 宣銅烈                     | ヘテ     | 0.80        |
| 最多奪三振                     | 梁玹種                     | 起亜     | 2076個      |
| 最多完投                       | 尹学吉（ユン・ハッキル）   | ロッテ   | 100試合     |
| 最多完投勝利                   | 尹学吉                     | ロッテ   | 74勝        |
| 最多完封                       | 宣銅烈                     | ヘテ     | 29勝        |
| 最多敗戦                       | 宋津宇                     | ハンファ | 153敗       |
| 最多被安打                     | 宋津宇                     | ハンファ | 2718本      |
| 最多被本塁打                   | 宋津宇                     | ハンファ | 272本       |
| 最多与四球                     | 宋津宇                     | ハンファ | 1155個      |
| 最多与死球                     | 李強喆（イ・ガンチョル）   | 起亜     | 189個       |
| 最多セーブ                     | 呉昇桓（オ・スンファン）   | サムスン | 427セーブ   |
| 最多ホールド                   | 安志晩（アン・ジマン）     | サムスン | 177ホールド |

#### シーズン記録
（所属は記録したシーズン当時のチーム）
| 項目                           | 選手名                     | 所属      | 記録       | 達成年度    |
| ------------------------------ | -------------------------- | --------- | ---------- | ----------- |
| 最多登板                       | 柳澤鉉（リュ・テクヒョン） | LG        | 85試合     | 2004年      |
| 最多登板                       | 鄭ウラム（チョン・ウラム） | SK        | 85試合     | 2008年      |
| 最多投球回数                   | 張明夫（チャン・ミョンブ） | 三美      | 427回1/3   | 1983年      |
| 最多勝利                       | 張明夫                     | 三美      | 30勝       | 1983年      |
| 最優秀防御率（規定投球回以上） | 宣銅烈（ソン・ドンヨル）   | ヘテ      | 0.78       | 1993年      |
| WHIP（規定投球回以上）         | 宣銅烈（ソン・ドンヨル）   | ヘテ      | 0.54       | 1993年      |
| 最多奪三振                     | アリエル・ミランダ         | 斗山      | 225個      | 2021年      |
| 最多完投                       | 張明夫                     | 三美      | 36試合     | 1983年      |
| 最多完投勝                     | 張明夫                     | 三美      | 26勝       | 1983年      |
| 最多完封                       | 宣銅烈                     | ヘテ      | 8勝        | 1986年      |
| 最多完封                       | 金尚珍（キム・サンジン）   | OB        | 8勝        | 1995年      |
| 最多敗戦                       | 張明夫                     | 三美/青宝 | 25敗       | 1985年      |
| 最多失点                       | 張明夫                     | 三美/青宝 | 175点      | 1985年      |
| 最多自責点                     | 張明夫                     | 三美/青宝 | 145点      | 1985年      |
| 最多被安打                     | 張明夫                     | 三美      | 388本      | 1983年      |
| 最多被本塁打                   | 安永命（アン・ヨンミョン） | ハンファ  | 34本       | 2009年      |
| 最多与四球                     | フェルナンド・ヘルナンデス | SK        | 134個      | 2001年      |
| 最多与死球                     | ダニエル・リオス           | 起亜      | 28個       | 2003年      |
| 最多セーブ                     | 呉昇桓（オ・スンファン）   | サムスン  | 47セーブ   | 2006,2011年 |
| 最多ホールド                   | 金相洙（キム・サンス）     | キウム    | 40ホールド | 2019年      |

## 日本での放送・配信
2020年シーズンはSPOZONE（現・SPOTV NOW）にて配信を行った。
2024年6月、韓国野球委員会はSOOPとの間でKBOリーグの海外配信権を締結。韓国国内を除く全世界の国と地域を対象としているため、日本でも同月13日開催の試合から視聴出来るようになった。